# Crispiphantes
Crispiphantes es un género de arañas araneomorfas de la familia Linyphiidae. Se encuentra en el este de Asia y Rusia en la cuenca del Amur.

## Lista de especies
Según The World Spider Catalog 12.0:
- Crispiphantes biseulsanensis (Paik, 1985)
- Crispiphantes rhomboideus (Paik, 1985)